# Acremodontina carinata
Acremodontina carinata is een slakkensoort uit de familie van de Trochaclididae. De wetenschappelijke naam van de soort is voor het eerst geldig gepubliceerd in 1940 door Powell.